# Šagonar
Šagonar (rusky Шагонар; tuvinsky: Шагаан-Арыг) je město v Tuvinské republice v Rusku, ležící na levém břehu Jeniseje, 124 km západně od Kyzylu. V roce 2010 mělo 10 958 obyvatel (v roce 2002 11 008 ob., v roce 1989 10 084 ob.).
Původní město Šagonar bylo v roce 1970 zaplaveno vodou z nově postavené Sajansko-šušenské hydroelektrárny, obnoveno bylo sedm kilometrů od původního místa.